# Schmidt Sándor (bányamérnök)
Schmidt Sándor (Felsőbánya, 1882. március 12. – Budapest, 1953. május 31.) bányamérnök, bányaigazgató, magyar királyi bányaügyi főtanácsos, Dorog város „atyja”.

## Pályafutása
1904-ben szerzett mérnöki oklevelet Selmecbányán, 1905-ben került Dorogra Petrozsényből. 1911-től 28 éven át volt a Salgótarjáni Kőszénbánya Rt. bányavállalat dorogi igazgatója. Igazgatósága alatt újra Dorog lett a szénmedence központja. Az 1915-ben benyújtott, a szénbányászat fejlesztésére vonatkozó terve tartalmazta a munkásság, a tiszti- és mérnöki állomány elhelyezésének megoldását is, a bányászokat és a tisztviselőket centralizáltan, a központi fekvésű, jó közlekedési kapcsolatokkal rendelkező Dorogon kívánta letelepíteni. 
Elképzeléseinek megfelelően 1916-ban egyszerre kezdték meg a Tisztviselőtelep és az Újkolónia építését, 1919-ben nagyközségé vált a település, a falu lakossága Schmidt igazgatósága alatt 2000 főről 8000 főre növekedett, a korábbi vizenyős völgyet munkástelepek foglalták el a vasút mentén, felépült a legtöbb mai közintézmény – városháza, bányakaszinó (ma könyvtár), két iskola, óvodák, bányafürdő, két templom, művelődési ház, kórház, sporttelep, bányaszékház (ma Intézmények Háza) – főként Gáthy Zoltán, Mende Valér és Fleischl Róbert tervei alapján. 
A Tanácsköztársaság idején a dorogi bányászok bújtatták Szamuely Tibor különítményesei elől. 1938-ban Budapestre került, ahol a Salgótarjáni Kőszénbánya Rt. vezérigazgató-helyettese lett. 1945 után szakértőként vett részt a Gellért-hegyi földalatti víztározó építésénél. 
1953-ban az ÁVH letartóztatta „népellenes szervezkedés” koholt vádjával. Két hónap múlva belehalt a kínzásokba, sírhelye ismeretlen.
Tevékenységének köszönhető, hogy Dorog várossá fejlődött, ezért is nevezik a város atyjának. Érdemeit a szocializmus alatt megpróbálták csökkenteni, azonban a rendszerváltás után újra elfoglalta jól megérdemelt helyét a magyar bányamérnökök és Dorog nagyjai között.

## Érdekesség
Schmidt Sándor volt az első bányamérnök, aki doktori címet kapott Magyarországon.

## Emlékezete
Emléktábláját 1997-ben avatták fel a nevét megépülte, 1990 óta viselő 889 lakásos lakótelepen. 2003-ban, halálának 50. évfordulóján avatták fel második emléktábláját a dorogi köztemetőben található kápolnájának belső falán.

## Kitüntetései
- 1922-től Dorog díszpolgára.
- Nagy Szent Gergely Rend parancsnoki kereszt (XI. Piusz pápa, 1929)